# Décès en 1929
Décès
- 1925
- 1926
- 1927
- 1928
- 1929
- 1930
- 1931
- 1932
- 1933

Cet article présente une liste de personnalités mortes au cours de l'année 1929.

Les mois de l'année font également l'objet de listes spécifiques :

## Décès par mois

### Date précise inconnue
- Marius-Antoine Barret, peintre et graveur français (° 26 juin 1865).
- Rose Maynard Barton, peintre irlandaise (° 21 avril 1856).
- Raffaele Tafuri, peintre italien (° 27 janvier 1857).

### Janvier
- 1er janvier : 
  - Jean-Eugène Clary, peintre paysagiste français (° 14 juin 1856).
  - Burton Downing, coureur cycliste américain (° 5 février 1885).
- 3 janvier : Antoni Kozakiewicz, peintre polonais (° 13 juin 1841).
- 5 janvier : Frank Hagney, acteur australien (° 24 juillet 1881).
- 6 janvier : Henri Lanos, dessinateur, peintre, aquarelliste et illustrateur français (° 19 août 1859).
- 9 janvier : Paul Jeanjean, musicien, clarinettiste et compositeur français (° 1er novembre 1874).
- 13 janvier :
  - Henry Bournes Higgins, homme politique et juge britannique puis australien (° 30 juin 1851).
  - Wyatt Earp, chasseur de bisons et justicier de l'Ouest américain (° 19 mars 1848).
- 15 janvier : Gerhard Munthe, peintre, illustrateur et designer norvégien (° 19 juillet 1849).
- 19 janvier :
  - Honoré Broutelle, médecin, graveur, peintre et poète français (° 16 avril 1866).
  - Liang Qichao, universitaire, journaliste, philosophe et réformiste chinois (° 23 février 1873).
  - Jeanne Rongier, peintre française (° 27 novembre 1852).
- 25 janvier : Oscar Underwood, homme politique américain (° 6 mai 1862).
- 26 janvier : Albert Trachsel, architecte, peintre et poète suisse (° 23 décembre 1863).
- 29 janvier : George Roux, illustrateur et peintre français (° 5 avril 1853).
- 30 janvier : Nelson Dias, peintre français (° 1869).

### Février
- 2 février :
  - Henri Biva, peintre français (° 23 janvier 1848).
  - Charles Frechon, peintre français (° 2 février 1856).
- 3 février : Agner Krarup Erlang, mathématicien danois (° 1er janvier 1878).
- 4 février :
  - Enrico Fonda, peintre italien (° 8 novembre 1892).
  - Alexandre Nozal, peintre français (° 7 août 1852).
- 8 février : Oscar Rex, peintre autrichien (°23 ou 26 mars 1857).
- 9 février : Vincenzo Volpe, peintre italien (° 14 décembre 1855).
- 10 février : Édouard Adam, peintre français (° 2 avril 1847).
- 11 février : Charles Bertrand d'Entraygues, peintre français (° 14 juillet 1850).
- 12 février :  Rafael Barradas, dessinateur et peintre uruguayen (° 4 janvier 1890).
- 16 février : Hugo Mühlig, peintre allemand (° 9 novembre 1854).
- 24 février : André Messager, compositeur et chef d'orchestre français (° 30 décembre 1853).
- 25 février : 
  - Adolphe Alexandre Lesrel, peintre français (° 19 mai 1839).
  - André Castaigne, illustrateur français (° 21 janvier 1861).
- 27 février : Hugo von Habermann, peintre allemand (° 14 juin 1849).

### Mars
- 4 mars :
  - Francesco Cocco-Ortu, homme politique italien (° 19 octobre 1842).
  - Ilia Tchachnik, peintre et designer russe puis soviétique (° 9 juillet 1902).
- 5 mars : Francesco Paolo Michetti, peintre et photographe italien (° 4 août 1851).
- 6 mars : Édouard-Antoine Marsal, peintre et illustrateur français (° 4 juillet 1845).
- 8 mars :
  - Ambrogio Antonio Alciati, peintre italien (° 5 septembre 1878).
  - Arthur Dussault, peintre et homme politique français (° 31 décembre 1851).
- 13 mars : Henry Scott Tuke, peintre britannique (° 2 juin 1858).
- 20 mars : Ferdinand Foch, maréchal de France, homme d'État (° 2 octobre 1851).
- 22 mars : Auguste Doutrepont, linguiste et académicien belge, aussi militant wallon (° 6 décembre 1865).
- 24 mars : Hippolyte Marius Galy, sculpteur et peintre français (° 20 octobre 1847).
- 28 mars : Charles-Théodore Bichet, peintre et aquarelliste français (° 1863).

### Avril
- 2 avril : Louis Vuillemin, musicologue et chef d'orchestre français (° 19 décembre 1879).
- 4 avril : Carl Benz, mécanicien allemand, fondateur de Daimler-Benz AG (° 25 novembre 1844).
- 6 avril : Maurice Mahut, peintre et illustrateur français (° 8 août 1878).
- 20 avril : Gaston Jobbé-Duval, peintre français (° 27 novembre 1856).
- 22 avril :
  - Henry Lerolle, peintre et collectionneur français (° 4 octobre 1848).
  - Madeleine Woog, peintre suisse (° 23 décembre 1892).
- 26 avril : Fernand Lematte, peintre français (° 26 juillet 1850).
- 28 avril : Adolphe Chatillon, religieux et éducateur canadien, vénérable (° 31 octobre 1871).
- 30 avril : Marie Antoinette Marcotte, peintre française (° 31 mai 1867).

### Mai
- 1er mai :
  - Henry Jones Thaddeus, peintre irlando-britannique (° 1859).
  - Édouard Vallet, peintre, graveur et dessinateur suisse (° 12 janvier 1876).
- 2 mai : Hanifa Malikova, une des premières femmes musulmanes du Caucase à recevoir une éducation laïque (° 5 mai 1856).
- 11 mai : Jozef Murgaš, inventeur, peintre, homme politique, collectionneur et prêtre catholique serbe et américain (° 17 février 1864).
- 16 mai : André Saglio, peintre, décorateur et costumier français (° 11 janvier 1869).
- 25 mai : Albéric Ruzette, homme politique belge (° 22 juillet 1866).
- 26 mai : Louis Eugène Sieffert, peintre français (° 20 mars 1842).
- 28 mai : Barbara Baynton, femme de lettres australienne (° 4 juin 1857).
- ? mai : Paul Quinsac, peintre français (° 2 mars 1858).

### Juin
- 1er juin : Frédéric de Haenen, peintre et illustrateur néerlandais naturalisé français (° 1853).
- 4 juin : Désiré Lubin, peintre français (° 20 février 1854).
- 5 juin : Harry Turley, homme politique australien (° 24 avril 1859).
- 6 juin : Henri Gervex, peintre et pastelliste français (° 10 septembre 1852).
- 8 juin : Bliss Carman, poète canadien (° 15 avril 1861).
- 10 juin :
  - Hélène Smith, médium et peintre suisse (° 9 décembre 1861).
  - Kazimierz Stabrowski, peintre polonais (° 21 novembre 1869).
- 11 juin : Gyula Andrássy, appéle le Jeune, homme politique hongrois (° 30 juin 1860).
- 15 juin : Virginia Brooks, suffragette et écrivaine américaine (° 11 janvier 1886).
- 23 juin : William Stevens Fielding, premier ministre de la Nouvelle-Écosse (° 24 novembre 1848).
- 25 juin :
  - Georges Courteline, dramaturge français (° 25 juin 1858).
  - Ernest Laurent, peintre français (° 8 juin 1859).
- 30 juin : Joseph Wauters, homme politique belge (° 8 novembre 1875).

### Juillet
- 1er juillet :
  - Francisco de Assis Rosa e Silva, homme d'État brésilien (° 4 octobre 1856).
  - Wenceslau de Moraes, officier de la marine et écrivain portugais (° 30 mai 1854).
- 2 juillet :
  - Jean-Adolphe Chudant, peintre français (° 5 janvier 1860).
- 3 juillet :
  - Pascal Dagnan-Bouveret, peintre français (° 7 janvier 1852).
  - Franciszek Rychnowski, ingénieur et inventeur polonais (° 3 octobre 1850).
- 5 juillet : Jules Migonney, peintre français (° 22 février 1876).
- 6 juillet : Cliff Bowes, acteur américain (° 14 novembre 1894).
- 19 juillet :
  - Julian Fałat, peintre et aquarelliste portraitiste et paysagiste polonais (° 30 juillet 1853).
  - Fausto Zonaro, peintre italien (° 18 septembre 1854).
- 22 juillet : 
  - Bror Beckman, compositeur suédois (° 10 février 1866).
  - Émile Georges Weiss, peintre français (° 20 janvier 1861).
- 26 juillet : Raymond Thiollière, peintre, aquafortiste et graveur sur bois français (° 23 janvier 1881).

### Août
- 9 août : Heinrich Zille, graphiste, lithographe, peintre, dessinateur et photographe allemand (° 10 janvier 1858).
- 11 août :
  - Henri Allouard, peintre et sculpteur français (° 11 juillet 1844).
  - Georges Jules Bertrand, peintre français (° 22 novembre 1849).
- 19 août : Serge Diaghilev, l'inventeur (russe), l'animateur et le directeur de la troupe des Ballets russes (° 31 mars 1872).
- 24 août : Karel van de Woestijne, écrivain belge (° 10 mars 1878).
- 30 août : Florence Culwick, musicienne et cheffe de cœur irlandaise (° 4 novembre 1877).

### Septembre
- 4 septembre : Dina Bélanger, religieuse et musicienne canadienne (° 30 avril 1897).
- 15 septembre : Hermann Graedener, compositeur, pédagogue et chef d’orchestre germano-autrichien (° 8 mai 1844).
- 18 septembre : Hippolyte Petitjean, peintre français (° 11 septembre 1854).
- 22 septembre : Paul-Émile Pajot, marin pêcheur et peintre français (° 17 octobre 1873).
- 23 septembre : Louis-Ernest Dubois, cardinal français, archevêque de Paris (° 1er septembre 1856).
- 26 septembre : Apcar Baltazar, peintre roumain d'origine arménienne (° 26 février 1880).
- 28 septembre : Louis Roth, compositeur d'opérettes et chef d'orchestre autrichien (° 20 avril 1843).

### Octobre
- 1er octobre : Antoine Bourdelle, sculpteur et peintre français (° 30 octobre 1861).
- 3 octobre : Gustav Stresemann, homme politique et chancelier allemand (° 10 mai 1878).
- 8 octobre : Jacek Malczewski, peintre polonais (° 15 juillet 1854).
- 10 octobre : Marcus Grønvold, peintre norvégien (° 5 juillet 1845).
- 15 octobre : Léon Delacroix, homme d'État belge (° 27 décembre 1857).
- 18 octobre : Gustavo Richard, homme politique brésilien (° 29 août 1847).
- 24 octobre : Jean-Louis Daniel, peintre paysagiste français (° 22 janvier 1861).
- 26 octobre : Albert Champion, coureur cycliste français (° 5 avril 1878).
- 28 octobre : Bernhard von Bülow, homme politique et chancelier allemand (° 3 mai 1849).
- 30 octobre : Ovide Musin, violoniste et compositeur belge (° 22 septembre 1854).

### Novembre
- 3 novembre : Jan Niecisław Baudouin de Courtenay, linguiste polonais (° 13 mars 1845).
- 11 novembre : 
  - Joseph Beaurredon, religieux catholique, enseignant et écrivain français (° 11 septembre 1929).
  - Mieczysław Sołtys, compositeur polonais (° 7 février 1863).
- 18 novembre : T. P. O'Connor, journaliste et homme politique britannique (irlandais) (° 5 octobre 1848).
- 19 novembre : Arthur Henry Mann, organiste, chef de chœur et compositeur anglais (° 16 mai 1850).
- 21 novembre :
  - Guillaume Dulac, peintre français (° 4 juillet 1883).
  - Robert Sallès, peintre et illustrateur français (° 17 mai 1871).
- 24 novembre :
  - Georges Clemenceau, homme d'État français (° 28 septembre 1841).
  - Paul Mathey, peintre et graveur français (° 14 novembre 1844).
- 25 novembre : Élisabeth Lacoin, écrivaine française (° 25 décembre 1907).
- 26 novembre : George-Daniel de Monfreid, peintre français (° 14 mars 1856).
- 28 novembre : Henri Amédée-Wetter, peintre , graveur et illustrateur français (° 9 janvier 1869).
- 29 novembre : Rosalvo Bobo, homme politique haïtien (° 28 janvier 1874).

### Décembre
- 13 décembre : Rosina Heikel, médecin et féministe finlandaise (° 17 mars 1842).
- 17 décembre :
  - Edoardo Matania, peintre et illustrateur italien (° 31 août 1847).
  - Ted Wilde, réalisateur américain (° 16 décembre 1889).
- 20 décembre :
  - Émile Loubet, ancien président de la république française (° 30 décembre 1838).
  - Ryūsei Kishida, peintre japonais (° 23 juin 1891).
- 21 décembre : Gustave Belot, philosophe français (° 7 août 1859).